# Суперкубок Кувейту з футболу 2019
Суперкубок Кувейту з футболу 2019  — 12-й розіграш турніру. Матч відбувся 12 грудня 2019 року між чемпіоном Кувейту і володарем кубка Еміра Кувейту клубом Аль-Кувейт та віце-чемпіоном Кувейту клубом Аль-Кадісія.
| Володар Суперкубка Кувейту 2019 |
| ------------------------------- |
|                                 |
| Аль-Кадісія Шостий титул        |

## Матч

### Деталі
| 12 грудня 2019 17:30 (EEST) |

| Аль-Кувейт | 0:1      | Аль-Кадісія |
| ---------- | -------- | ----------- |
|            | Протокол | Оквуоса 72' |

| Джабер Аль-Ахмад, Ель-Кувейт Арбітр: Абдулла Аль-Кандарі |